# Крепость Ходжа-Идата
Крепость Ходжа-Идата (туркм. Hoja-Idatyň galasy) Ходжаидат-кала – старая крепость расположена на холме вблизи Халачского этрапа Лебапского велаята. До наших дней крепость не сохранилась, превратившись в массивные холмы.

## История крепости
В XIII веке крепость Ходжа-Идата был захвачена одним из отрядов Чингиз хана, разрушена и пришла в запустение. Второе рождение произошло в XVII-XIX столетиях после восстановления стен и башен, когда здешние земли начали активно осваивать туркмены-эрсаринцы, которым были необходимы крепости для защиты от внешних врагов.
В крепости помимо воинов жили искусные мастера-ремесленники. Об их умении свидетельствуют найденная в большом количестве керамика, женские украшения: сердоликовые бусы, костяные шпильки с геометрической резьбой. Наибольший интерес представляют обнаруженные археологами терракотовые статуэтки. Медные и бронзовые монеты кушанского и кушано-сасанидского периодов позволяют сделать вывод о высоком уровне денежного обращения, а значит - торговли. В средние века здесь проходила трасса Великого Шёлкового пути, отсюда купцы увозили различные изделия в Иран, Индию, Хорезм и другие государства.

## Описание крепости
Прежде эта крепость была внушительной, площадью в 6 гектаров, окружённая каналом и мощными оборонительными стенами с башнями. В юго-восточном углу поселения находилась наиболее сильно укреплённая цитадель, в которой, по всей видимости, укрывался правитель со свитой во время приближения неприятеля.

## Легенда крепости
О крепости Ходжа-Идата существует несколько легенд, записанных со слов здешних старожилов. Они похожи на широко известные древнегреческий миф о троянском коне и арабскую сказку про Али-Баба и 40 разбойников, где в обеих применяется хитрость для проникновения в хорошо защищённую крепость.